# Eosentomon temannegarai
Eosentomon temannegarai är en urinsektsart som beskrevs av Josef Nosek 1976. Eosentomon temannegarai ingår i släktet Eosentomon och familjen trakétrevfotingar. Inga underarter finns listade i Catalogue of Life.